# به خانه خوش آمدید (فیلم ۲۰۱۸)
به خانه خوش آمدید (به انگلیسی: Welcome Home) نام فیلمی است در ژانر درام و هیجانی، به کارگردانی جرج رتلیف و محصول ۲۰۱۸ آمریکا. آرون پال، امیلی راتایکوفسکی، فرانچسکو آکوارولی و ریکاردو اسکامارچو در این فیلم به ایفای نقش پرداخته‌اند.

## داستان
زن و مرد جوانی که اخیراً رابطه‌یشان به علت خیانت زن دچار شقاق شده، برای حل اختلاف به منطقه‌ای روستایی و خلوت در ایتالیا سفر می‌کنند. این دو در ویلایی که کرایه کرده‌اند ساکن می‌شوند، ولی تلاش‌هایشان برای ترمیم رابطهٔ خراب‌شده به جایی نمی‌انجامد. در این میان هنگامی که در یک بامداد کَسی (با بازی امیلی راتایکوفسکی) برای دویدن به بیرون می‌رود پایش پیچ می‌خورد، جوانی به نام فدریکو که در آن حوالی زندگی می‌کند به او کمک می‌کند تا به ویلا بازگردد. از اینجا پیوسته سر و کلهٔ فدریکو در دور و ور این زوج پیدا می‌شود. او به زوج پیشنهاد می‌کند تا از شهری که در آن نزدیکی است دیدن کنند. در شهر باز آن زن و مرد جوان با هم درگیر شده و از هم جدا می‌شوند. برایان (با بازی آرون پال) به میخانه‌ای می‌رود که در اینجا دوباره سر و کلهٔ فدریکو پیدا می‌شود. دو مرد به میگساری می‌پردازند و در حال مستی مرد داستانش را برای فدریکو بازمی‌گوید. اندکی پس از آن دو دختر از دوستان فدریکو هم به بزم آنان می‌پیوندند. جوان بر اثر مستی زیاد بیهوش می‌شود و صبح که بیدار می‌شود خود را در مهمانخانه‌ای می‌یابد، در خالی‌که خاطراتی محو از دیشب به خاطر دارد و موبایلش را هم گم کرده است. او به سوی ویلا بازمی‌گردد و در ادامه وقایعی رخ می‌دهد که سبب می‌شود آن زوج از رازهای آن ویلا بیشتر آگاه شوند.